# Чемпіонат світу з футболу 1974 (кваліфікаційний раунд)
У кваліфікаційному раунді чемпіонату світу з футболу 1974 року 97 збірних змагалася за 14 місць у фінальній частині футбольної світової першості. Ще дві команди, господарі турніру збірна ФРН і діючий чемпіон світу збірна Бразилії, кваліфікувалися автоматично, без участі у відбірковому раунді.
16 місць, передбачених у фінальній частині світової першості 1974 року, розподілили між континентальними конфедераціями таким чином:
- Європа (УЄФА): 9,5 місця, включаючи гарантоване місце збірної ФРН. За решту 8,5 місця змагалися 32 команди. Команда, що виборювала 0,5 місця, мала шанс вибороти путівку на чемпіонат світу у плей-оф проти представника КОНМЕБОЛ.
- Південна Америка (КОНМЕБОЛ): 3,5 місця, включаючи гарантоване місце збірної Бразилії. За решту 2,5 місця змагалися 9 команд. Команда, що виборювала 0,5 місця, мала шанс вибороти путівку на чемпіонат світу у плей-оф проти представника УЄФА.
- Північна, Центральна Америка та Кариби (КОНКАКАФ): 1 місце, за яке змагалися 14 команд.
- Африка (КАФ): 1 місце, за яке боролися 24 команди.
- Азія й Океанія (АФК/ОФК): 1 місце, за яке змагалися 18 команд.

Бодай одну відбіркову гру провели 90 команд. Загалом зіграно 226 матчів, у яких забито 620 голів (2,74 м'яча за гру).

## Зони відбору
Для детальної інформації по змаганням у кожній із зон відвідайте відповідну сторінку:
- Європа (УЄФА)

Група 1 - Швеція кваліфікувалася.
Група 2 - Італія кваліфікувалася.
Група 3 - Нідерланди кваліфікувалися.
Група 4 - НДР кваліфікувалася.
Група 5 - Польща кваліфікувалася.
Група 6 - Болгарія кваліфікувалася.
Група 7 - СФРЮ кваліфікувалася.
Група 8 - Шотландія кваліфікувалася.
Група 9 - СРСР вийшов до плей-оф КОНМЕБОЛ/УЄФА.
- Південна Америка (КОНМЕБОЛ)

Група 1 - Уругвай кваліфікувався.
Група 2 - Аргентина кваліфікувалася.
Група 3 - Чилі вийшло до плей-оф КОНМЕБОЛ/УЄФА.
- Північна і Центральна Америка (КОНКАКАФ)

Гаїті кваліфікувалося.
- Африка (КАФ)

Заїр кваліфікувався.
- Азія (АФК) та Океанія (ОФК)

Австралія кваліфікувалася.

## Плей-оф КОНМЕБОЛ — УЄФА
Переможець змагання у Групі 3, збірна Чилі, став учасником міжконтинентальному плей-оф, у рамках якого мав розіграти путівку до фінальної частини світової першості у боротьбі проти переможця Групи 9 кваліфікаційного турніру зони УЄФА, яким стала збірна СРСР.
Плей-оф мав складатися із двох ігор, по одній на полі кожного із суперників. Перша гра пройшла у Москві і завершилася нульовою нічиєю. Радянська збірна відмовилася проводити другу гру в Чилі, де двома місяцями раніше відбувся військовий переворот і встановився антирадянські налаштований режим Августо Піночета. Пропозиція щодо проведення гри на нейтральному полі була відкинута чилійською стороною та ФІФА, тож радянськім футболістам було зараховано технічну поразку 0:2 за неявку на матч, і путівку на чемпіонат світу отримала збірна Чилі.
| 26 вересня 1973 |

| СРСР | 0–0      | Чилі |
| ---- | -------- | ---- |
|      | Протокол |      |

| Стадіон ім. Леніна, Москва Глядачів: 48,891 Арбітр: Армандо Маркес (Бразилія) |

| 21 листопада 1973 |

| Чилі | 2–0 Технічна | СРСР |
| ---- | ------------ | ---- |
|      | Протокол     |      |

| Національний стадіон, Сантьяго Глядачів: 15,000 Арбітр: Еріх Лінемайр (Австрія) |

## Учасники

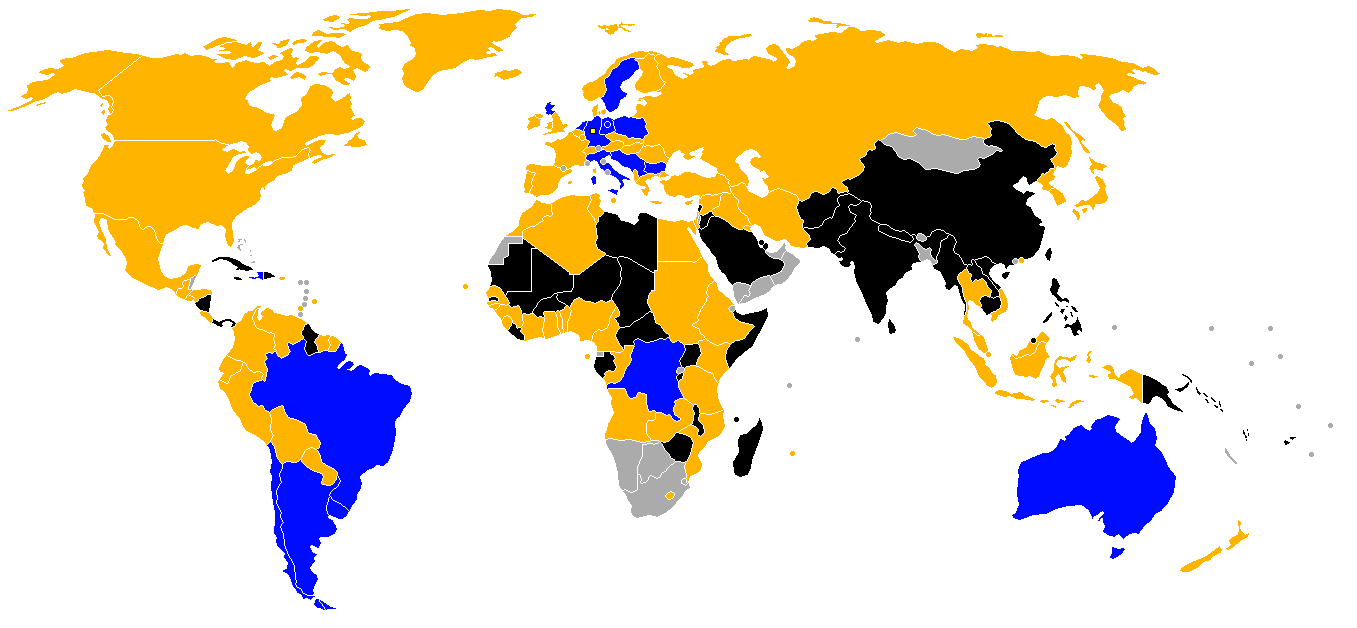
Країни, збірні яких кваліфікувалися на чемпіонат світу
Країни, чиї збірні не кваліфікувалися
Країни, чиї збірні не брали участі у відборі
Країни, що не входили до ФІФА

Для участі у фінальній частині чемпіонату світу 1974 кваліфікувалися 16 команд:
| Команда      | Кількість участей | Участей поспіль | Остання участь |
| ------------ | ----------------- | --------------- | -------------- |
| Аргентина    | 6-та              | 1               | 1966           |
| Австралія    | 1-ша              | 1               | –              |
| Бразилія (ч) | 10-та             | 10              | 1970           |
| Болгарія     | 4-та              | 4               | 1970           |
| Чилі         | 5-та              | 1               | 1966           |
| НДР          | 1-ша              | 1               | –              |
| Гаїті        | 1-ша              | 1               | –              |
| Італія       | 8-ма              | 4               | 1970           |
| Нідерланди   | 3-тя              | 1               | 1938           |
| Польща       | 2-га              | 1               | 1938           |
| Шотландія    | 3-тя              | 1               | 1958           |
| Швеція       | 6-та              | 2               | 1970           |
| Уругвай      | 7-ма              | 4               | 1970           |
| ФРН (г)      | 8-ма              | 6               | 1970           |
| Югославія    | 6-та              | 1               | 1962           |
| Заїр         | 1-ша              | 1               | –              |

(г) - кваліфікувалася автоматично як господар
(ч) - кваліфікувалася автоматично як діючий чемпіон

Вісім із 16 команд-учасниць за чотири роки не зуміли пробитися до фінальної частини чемпіонату світу 1978: Австралія, Болгарія, Гаїті, Заїр, НДР, Уругвай, Чилі та Югославія.

## Бомбардири
12 голів
- Стів Девід

11 голів
- Емманюель Санон

7 голів
- Христо Бонєв
- Йоахім Штрайх
- Луїджі Ріва
- Йоган Кройф